# 제12통신여단
제12(자원병)통신여단(12th (Volunteer) Signal Brigade)은 냉전 동안 영국 육군의 유럽 주둔군을 지원하던 통신여단 중 하나이자 제1군단을 지원하던 부대였는데, 그중에서 불가리아와 네덜란드같은 저지대 국가 주둔 육군에 대한 광역 통신 지원을 맡았다.
1967년에 런던 시티오브웨스트민스터 첼세아 막사에서 제12통신단 (V)으로 편성되어, 1982년에 제12(자원병)통신여단으로 개명, 1992년에 여단은 옵션 오브 체인지에 따라 해체되었다.

## 전투 서열
- 제34(노턴)통신연대 (자원병)[2][3]
  - 제49(웨스트라이딩)통신전대
  - 제50(노섬브리언)통신전대
  - 제90(노스라이딩)통신전대
- 제36(이스턴)통신연대 (자원병)[2]
  - 제44(오항동맹)통신전대
  - 제45(에식스)통신전대
  - 제54(이스트앵글리아)통신전대
- 제40(울스터)통신연대 (자원병)[2][4]
  - 제66(시티오브벨파스트시)통신전대
  - 제81(노턴 아일랜드)통신전대
  - 제(울스터 및 안트림 포병)통신전대
- 제81자원병통신전대 (RAF 기지통신지원)

## 계보
- 1967년, 12th Signal Group (V)
→제12통신단 (V)
- 1982년, 12th Volunteer Signal Brigade
→제12자원통신여단

## 참고

### 인용
1. 1 2  Lord & Watson 2014, 132쪽.
2. 1 2 3  Lord & Watson 2014, 282쪽.
3. ↑  “34th (Northern) Signal Regiment (Volunteers)” (영어). British Army Public Affairs Office. 2008년 10월 14일에 원본 문서에서 보존된 문서. 2020년 9월 20일에 확인함.
4. ↑  “40 (Ulster) Signal Regiment (Volunteers) - History” (영어). British Army Public Affairs Office. 2007년 12월 15일. 2007년 12월 15일에 원본 문서에서 보존된 문서. 2019년 1월 7일에 확인함.

### 자료
- Lord, Cliff; Watson, Graham (2014년 2월 24일). 《The Royal Corps of Signals: Unit Histories of the Corps (1920-2001) and its Antecedents》 (영어). Warwick: Helion and Company. ISBN 978-1874622925.